# American Dreams
American Dreams è una serie televisiva statunitense creata da Jonathan Prince nel 2002 e trasmessa dal canale NBC negli Stati Uniti dal 29 settembre 2002 al 30 marzo 2005.
In Italia la serie è stata proposta nel 2005 su Jimmy il pomeriggio; poi sul canale digitale terrestre pay Mya dal 23 febbraio 2009, ogni lunedì alle ore 21.00; mentre in chiaro sul canale Rai 2 è stata trasmessa soltanto la prima stagione dall'8 giugno 2009 al 5 luglio 2009, dal lunedì al venerdì nella fascia mattutina alle ore 11.20. Dal 12 luglio 2011, dopo la replica della prima stagione, è iniziata la trasmissione degli episodi inediti della seconda stagione, sempre su Rai 2 dal lunedì al venerdì alle 9.50.
Dall'8 agosto invece, sempre alla stessa ora, è iniziata la trasmissione dei 17 episodi della terza e ultima stagione.
La sigla del telefilm, ovvero la canzone "Generation" era scritta e cantata da Emerson Hart, della band musicale Tonic.

## Trama
La serie, ambientata tra il 1963 e il 1966, segue le vicissitudini della famiglia Pryor, mostrando uno spaccato storico, sociale e culturale degli Stati Uniti durante quegli anni.
La serie si è anche distinta per l'uso in ogni puntata di guest star della musica contemporanea che si sono alternati nell'interpretazione di celebri musicisti degli anni sessanta.

## Personaggi principali
- Margaret "Meg" Pryor (Brittany Snow) - Protagonista dello show. Ragazza sognatrice e romantica, Meg prende molto spesso decisioni avventate senza pensare. Nel tempo libero, balla nella trasmissione American Bandstand di Dick Clark.
- Helen Pryor (Gail O'Grady) - Moglie di Jack. Dapprima casalinga, in seguito comincia a lavorare per una agenzia di viaggi.
- John J. "Jack" Pryor (Tom Verica) - Padre amorevole ma anche severo, Jack è proprietario di un negozio di radio e televisori. Durante la seconda stagione, dopo alcuni tentennamenti, si candida per entrare nel consiglio comunale di Philadelphia.
- John J. "JJ" Pryor Jr. (Will Estes) - Il figlio più grande della famiglia Pryor. Giocatore di football al liceo, in seguito si arruola nei marines e viene così inviato a combattere in Vietnam.
- Patricia "Patty" Pryor (Sarah Ramos) - Sorella di Meg, è un vulcano di intelligenza.
- William "Will" Pryor (Ethan Dampf) - Il più piccolo dei Pryor. Ha difficoltà a camminare per via di una poliomielite, che sarà poi curata dopo un'operazione chirurgica avvenuta nel corso della seconda stagione.
- Henry Walker (Jonathan Adams) - Impiegato afroamericano del negozio di radio e televisori di Jack, di cui in seguito diventa socio.
- Samuel "Sam" Walker (Arlen Escarpeta) - Figlio di Henry e grande amico di Meg.
- Roxanne Bojarski (Vanessa Lengies) - La migliore amica di Meg, con cui balla alla trasmissione American Bandstand.
- Elizabeth "Beth" Mason- Pryor (Rachel Boston) - La fidanzata di JJ, che in seguito sposerà dopo essere tornato dal Vietnam. Assieme avranno un figlio, Johnny (John Pryor III).

## Episodi
| Stagione         | Episodi | Prima TV originale | Prima TV Italia |
| ---------------- | ------- | ------------------ | --------------- |
| Prima stagione   | 25      | 2002-2003          | 2005            |
| Seconda stagione | 19      | 2003-2004          | 2006            |
| Terza stagione   | 17      | 2004-2005          | 2007            |